# Glykoprotein
Ett glykoprotein är en makromolekyl bestående av ett protein med kolhydratrester (oligosackarider) bundna till en del av sina aminosyrarester. Glykoproteiner är vanliga i cellmembran och har mycket varierande funktioner där. En annan grupp med stor betydelse i kroppen är immunförsvarets antikroppar. De flesta proteiner som finns i blodet är glykoproteiner. Skillnaden mellan glykoproteiner och proteoglykaner är fördelningen av proteiner och kolhydrater i föreningarna. Medan kolhydrater utgör ca 1–80 % av vikten i glykoproteiner råder det motsatta förhållandet i proteoglykaner, där alltså proteinandelen är mindre än andelen kolhydrater.